# Битом
Битом (пољ. Bytom) град је у југозападној Пољској, у Шлеском војводству.
.

## Географија
Битом се налази на централном делу Шлеске висоравни. Средња надморска висина је између 280–290 m иако у рејону резервата "Segiet" достиже висину и до 346 m а у долини реке Битомле једва 249 m.

## Демографија
Према прелиминарним подацима са пописа, у граду је 2011. живело 176.902 становника.
| 1946.  | 2002.   | 2005.   | 2010.   | 2011.   | 2012.   |
| ------ | ------- | ------- | ------- | ------- | ------- |
| 93.179 | 193.546 | 187.943 | 177.266 | 176.902 | 174.724 |

## Историја
Најважнији датуми
- 1125 — први помен Битом
- 1254 — локација града Битом
- 1821 — настанак металуршког комплекса цинка Клара
- 1835 — настанак металуршког комплекса гвожђа Мир
- 1919—1921 - три Шлеска устанка

## Индустрија и саобраћај
Битом је важно индустријско седиште Шлеске. Овде се налази рудник каменог угља, два huty, позната индустрија одеће, као и значајан центар железничког и друмског саобраћаја. Овде се укрштају железнички правци из Гливица, Катовица и из Лублињеца као и регионални путеви:
- DK11 од Лублињеца и Острова Вјелкополског
- DK79 од Катовица
- DK88 од Гливица
- DK94 из правца Опола и Домброве Горњиче

## Образовање
- Виша школа економије и администрације
- Пољско-Јапанска школа компјутерских техника
- Шлеска Медицинска Академија
- Шлеска Политехника
- Виша Хуманистично-Економска школа

## Култура и туристичке атракције
- Средњовековни центар града.
- Брдо и црква свете Малгожате из 1881. године.
- Црква Вазнесења Богородице подигнута пре 1254. године (вероватно око 1230) у готском стилу
- Готска подземља настала крајем XIII века, изграђена од доломита
- Барокна црква Светог Духа настала између 1721. и 1728.
- Неороманска црква настала између 1908—1911.
- Неоготска црква Свете Тројце из 1886
- Зграда Шлеске опере настала 1899.–1903.
- Гробље "Mater Dolorosa" из 1876. године.
- Јеврејско гробље настало 1866. године.
- Зграда музичке школе настала између1867. и 1870..
- Зграда поште настала између 1905. и 1909.
- Горњошлески музеј
- Шлески плесни театар
- Резербат Букви Segiet
- Резерват водених птица Żabie Doły
- Битомски центар културе
- Kinoteatr Bałtyk
- Биоскоп Глорија

## Спорт
- Полонија Битом (Polonia Bytom)
- Шомбјерки Битом (Szombierki Bytom)
- Рух Рађионкув (Ruch Radzionków)
- Розбарек Битом (Rozbark Bytom)
- Бобрек Карб Битом (Bobrek Karb Bytom)
- Будовлањи Суха Гора (Budowlani Sucha Góra)
- Гурњик Мјеховице (Górnik Miechowice)

## Партнерски градови
- Бјут-Силвер Боу (Монтана)
- Всетин
- Реклингхаузен
- Дрогобич
- Житомир
- Ормож
- Димитров